# Ban Rouge
Le Ban Rouge est une montagne de France située dans le massif du Beaufortain, entre la Savoie et la Haute-Savoie.
Culminant à 1 983 mètres d'altitude, elle se situe sur la crête partant du mont de Vorès en direction du nord-ouest. Elle est entourée par le col de Basse Combe qui le sépare du mont de Vorès au sud-est et du crêt du Midi au nord-ouest. À son sommet arrive un télésiège de la station de sports d'hiver de Praz-sur-Arly faisant partie du domaine skiable de l'Espace Diamant.

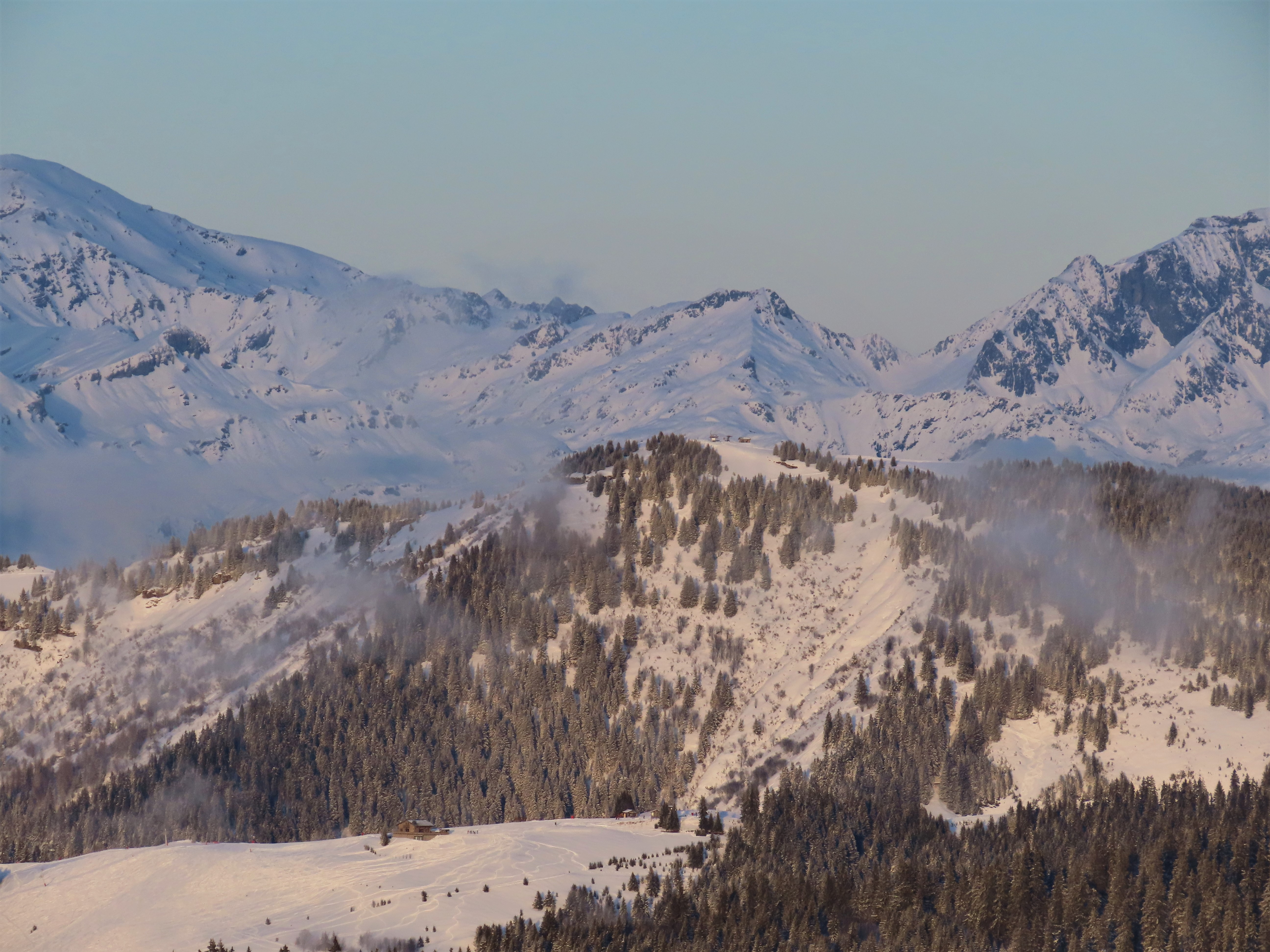
Vue hivernale au soleil couchant du Ban Rouge avec en arrière-plan l'aiguille de Bérard depuis le signal de Bisanne au sud-ouest.